# Hindsboro
Hindsboro est un village du comté de Douglas, dans l'État de l'Illinois aux États-Unis. Il compte 313 habitants en 2010.

## Géographie
Hindsboro se trouve à 643 pieds (196 m) d'altitude.
D'après le Bureau de recensement des États-Unis, le village s'étend sur un territoire de 0,31 milles carrés (0,8 km2) intégralement recouvert de terre ferme.

## Personnalité liée au village
Le joueur de baseball Dick Hyde (en) est né en 1928 à Hindsboro.